# 錦鳳堂永雄
錦鳳堂 永雄（きんぽうどう ながお、生没年不詳）とは、江戸時代の狂歌師、画家。画名を存斎光一（そんさいこういつ）と称す。

## 来歴
本姓は竹内、通称喜一郎。女流狂歌師の月花永女の夫。秋長堂社中の狂歌師として活躍するほか、書を能くした。また絵も描き、文政の頃に摺物や狂歌本の挿絵を手掛けている。『光悦正流 盆画独稽古初編』の跋文に、「もとより永雄ぬしは画をこのみ、かつしか為一先生（葛飾北斎）の門人存斎光一といへり」とあるが、飯島虚心著の『葛飾北斎伝』には門人として名が見えず、北斎の門人だったかどうかは定かではない。絵は北斎風とされる。追善狂歌本『あなうのはな』（天保5年〈1834年〉刊行）には「東都　法橋光一写」と署名のある挿絵があり、これが同一人で間違いなければ、このころまでに法橋に叙せられていたことになる。

## 作品
- 『光悦正流 盆画独稽古初編』　※文政11年（1828年）刊行。月花永女著、存斎光一校
- 『巴流歌寿見』　絵入狂歌本　※秋長堂物簗撰
- 「鼠と小槌」　色紙判摺物
- 「着衣始」　摺物　※画中画に「存斎永雄筆」の落款あり[1]